# Megumi Hayashibara
Megumi Hayashibara (jap. 林原 めぐみ Hayashibara Megumi; * 30. März 1967 in der Präfektur Tokio, Japan) ist eine japanische Synchronsprecherin (jap. Seiyū), Sängerin und Liedtexterin (hier einfach nur als Megumi in Großbuchstaben).

## Leben
Durch ihr großes Interesse an Manga und Anime brach Megumi Hayashibara vorzeitig ihre Schule ab und versuchte als Synchronsprecherin zu arbeiten. Sie war damals gelernte Krankenschwester. Zunächst waren ihre Eltern skeptisch und gegen ihre Entscheidung. Doch nach und nach unterstützten sie ihre Tochter immer mehr.
Hayashibara nahm an einem Casting der Tokioter Agentur Art Vision teil, wo sich über 500 Bewerber als Synchronsprecher und -sprecherin behaupten wollten. Ihre Ausbildung zur Synchronsprecherin machte sie an der Nihon Narration Engi Kenkyūjo.
1986 hatte sie ihr Debüt in der ersten Folge des Animes Maison Ikkoku. Sie synchronisierte dort ein kleines, namenloses Kind in einem Kindergarten. Danach folgten weitere Synchronrollen. In 1990ern und frühen 2000ern war sie eine der bekanntesten Seiyūs, nicht nur in Japan, sondern auch in den USA und Europa. Seit 2002 führt sie hauptsächlich ihre Rollen als Ai Haibara in Detektiv Conan und Musashi (dt. Jessie) in Pokémon fort. 2006 sprach sie die Hauptrolle der Atsuko „Paprika“ Chiba in Satoshi Kons Film Paprika.
Auch ihre Karriere als Sängerin ist erfolgreich, unter anderem hat sie Titelsongs vieler Anime-Serien gesungen. Mit ihren Synchronsprecherkolleginnen von Ranma ½ Kikuko Inoue, Rei Sakuma, Noriko Hidaka und Minami Takayama bildete sie die Musikgruppe DoCo und ohne Minami Takayama die Musikgruppe Ties.
Megumi Hayashibara ist verheiratet und bekam 2004 eine Tochter.

## Rollen (Auswahl)
- 3×3 Augen (Pai / Sanjiyan)
- Alfred J. Kwak (Alfred)
- Bannō Bunka Nekomusume (Nuku Nuku/Atsuko Natsume)
- Black Jack (Rie Fujinami)
- Blue Seed (Momiji Fujimiya)
- Card Captor Sakura (Film) (Madoushi)
- Cowboy Bebop (Faye Valentine)
- Detektiv Conan (Ai Haibara / Sherry)
- DNA² (Tomoko Saeki)
- Goldfish Warning! (Gyopi)
- Gundam 0080 – War in the Pocket (Christina Mackenzie)
- Lost Universe (Canal Volphied)
- Love Hina (Haruka Urashima)
- Neon Genesis Evangelion (Rei Ayanami, Yui Ikari, Pen Pen)
- One Piece (Rebecca)
- Osomatsu-kun (Todomatsu)
- Paprika (Atsuko „Paprika“ Chiba)
- Pokémon (Musashi alias Jessie)
- Patlabor 1 (Momoko Sakurayama)
- Queen Emeraldas (Hirosho Umino)
- Ranma ½ (Ranma Saotome (weiblich))
- Saber Marionette (Lime)
- Sailor Moon Cosmos (Sailor Galaxia)
- Sailor Moon S Movie (Himeko Nayotake)
- Shaman King (Anna Kyouyama und Opacho)
- Slayers (Lina Inverse)
- Tenshi na Konamaiki (Megumi Amatsuka)
- Tico – Ein toller Freund (Nanami Simpson)
- Video Girl Ai (Ai Amano)

## Diskografie

### Studioalben
| Jahr | Titel          | Höchstplatzierung, Gesamtwochen, AuszeichnungChartsChartplatzierungen (Jahr, Titel, Platzierungen, Wochen, Auszeichnungen, Anmerkungen) | Anmerkungen                            |
| Jahr | Titel          | JP | Anmerkungen                            |
| ---- | -------------- | --- | -------------------------------------- |
| 1991 | Half and, Half | JP45 (3 Wo.)JP | Erstveröffentlichung: 21. März 1991    |
| 1992 | Whatever       | JP18 (3 Wo.)JP | Erstveröffentlichung: 5. März 1992     |
| 1992 | Perfume        | JP13 (3 Wo.)JP | Erstveröffentlichung: 5. August 1992   |
| 1993 | Shamrock       | JP12 (4 Wo.)JP | Erstveröffentlichung: 21. August 1993  |
| 1994 | Sphere         | JP8 (4 Wo.)JP | Erstveröffentlichung: 2. Juli 1994     |
| 1995 | Enfleurage     | JP6 (4 Wo.)JP | Erstveröffentlichung: 3. März 1995     |
| 1996 | Bertemu        | JP3 Gold · (8 Wo.)JP | Erstveröffentlichung: 1. November 1996 |
| 1997 | Irāvatī        | JP5 Gold · (8 Wo.)JP | Erstveröffentlichung: 6. August 1997   |
| 1999 | Fuwari         | JP5 Gold · (5 Wo.)JP | Erstveröffentlichung: 27. Oktober 1999 |
| 2002 | Feel Well      | JP7 Gold · (4 Wo.)JP | Erstveröffentlichung: 26. Juni 2002    |
| 2004 | Center Color   | JP10 (6 Wo.)JP | Erstveröffentlichung: 7. Januar 2004   |
| 2007 | Plain          | JP18 (5 Wo.)JP | Erstveröffentlichung: 21. April 2007   |
| 2010 | Choice         | JP6 (6 Wo.)JP | Erstveröffentlichung: 21. Juli 2010    |
| 2016 | Duo            | JP12 (4 Wo.)JP | Erstveröffentlichung: 3. Februar 2016  |
| 2017 | With You       | JP11 (7 Wo.)JP | Erstveröffentlichung: 3. Mai 2017      |
| 2018 | Fifty-Fifty    | JP18 (5 Wo.)JP | Erstveröffentlichung: 30. März 2018    |

### Kompilationen
| Jahr | Titel                                        | Höchstplatzierung, Gesamtwochen, AuszeichnungChartsChartplatzierungen (Jahr, Titel, Platzierungen, Wochen, Auszeichnungen, Anmerkungen) | Anmerkungen                          |
| Jahr | Titel                                        | JP | Anmerkungen                          |
| ---- | -------------------------------------------- | --- | ------------------------------------ |
| 2000 | Vintage S                                    | JP6 Gold · (6 Wo.)JP | Erstveröffentlichung: 26. April 2000 |
| 2000 | Vintage A                                    | JP4 Gold · (4 Wo.)JP | Erstveröffentlichung: 21. Juni 2000  |
| 2011 | Vintage White                                | JP9 (9 Wo.)JP | Erstveröffentlichung: 11. Juni 2011  |
| 2015 | Time Capsule (タイムカプセル)                | JP10 (5 Wo.)JP | Erstveröffentlichung: 17. Juni 2015  |
| 2021 | 30th Anniversary Best Album「Vintage Denim」 | JP6 (9 Wo.)JP | Erstveröffentlichung: 30. März 2021  |

### Singles
| Jahr | Titel Album                                         | Höchstplatzierung, Gesamtwochen, AuszeichnungChartsChartplatzierungen (Jahr, Titel, Album, Platzierungen, Wochen, Auszeichnungen, Anmerkungen) | Anmerkungen                              |
| Jahr | Titel Album                                         | JP | Anmerkungen                              |
| ---- | --------------------------------------------------- | --- | ---------------------------------------- |
| 1989 | Yakusoku Dayo (Spetter Pieter Pater / Zo vrolijk) – | — | Erstveröffentlichung: 25. Mai 1989       |
| 1990 | Pulse –                                             | — | Erstveröffentlichung: 28. Februar 1990   |
| 1991 | Niji-iro no Sneaker Half and, Half / Whatever       | JP43 (2 Wo.)JP | Erstveröffentlichung: 5. März 1991       |
| 1992 | Yume o Dakishimete Shamrock                         | — | Erstveröffentlichung: 24. Juni 1992      |
| 1992 | Haruneko Fushigi Tsukiyo: Oshiete Happiness –       | JP49 (2 Wo.)JP | Erstveröffentlichung: 5. August 1992     |
| 1993 | Our Day... Bokura no Good Day Shamrock              | — | Erstveröffentlichung: 24. März 1993      |
| 1993 | Yume Hurry Up Sphere                                | — | Erstveröffentlichung: 26. November 1993  |
| 1994 | Until Strawberry Sherbet Sphere                     | JP42 (2 Wo.)JP | Erstveröffentlichung: 25. Mai 1994       |
| 1994 | Touch and Go!! Enfleurage                           | JP37 (2 Wo.)JP | Erstveröffentlichung: 3. November 1994   |
| 1995 | Midnight Blue Bertemu                               | JP27 (7 Wo.)JP | Erstveröffentlichung: 21. Juli 1995      |
| 1995 | Going History Bertemu                               | — | Erstveröffentlichung: 6. Dezember 1995   |
| 1996 | Give a Reason Bertemu                               | JP9 Gold + Gold (Digital) · (13 Wo.)JP | Erstveröffentlichung: 24. April 1996     |
| 1996 | Kagiri nai Yokubō no Naka de –                      | JP20 (4 Wo.)JP | Erstveröffentlichung: 22. Mai 1996       |
| 1996 | Just Be Conscious Iravati                           | JP11 (10 Wo.)JP | Erstveröffentlichung: 5. Juli 1996       |
| 1996 | Successful Mission Iravati                          | JP7 Gold · (7 Wo.)JP | Erstveröffentlichung: 23. Oktober 1996   |
| 1997 | Don’t Be Discouraged Feel Well                      | JP4 Gold · (8 Wo.)JP | Erstveröffentlichung: 23. April 1997     |
| 1997 | Reflection Iravati                                  | JP7 Gold · (6 Wo.)JP | Erstveröffentlichung: 2. Juli 1997       |
| 1998 | Fine Colorday –                                     | JP9 (7 Wo.)JP | Erstveröffentlichung: 4. Februar 1998    |
| 1998 | Infinity ⚭ –                                        | JP8 (9 Wo.)JP | Erstveröffentlichung: 24. April 1998     |
| 1998 | Raging Waves –                                      | JP8 (8 Wo.)JP | Erstveröffentlichung: 3. Juli 1998       |
| 1998 | A House Cat –                                       | JP6 (6 Wo.)JP | Erstveröffentlichung: 4. September 1998  |
| 1998 | Proof of Myself –                                   | JP9 (5 Wo.)JP | Erstveröffentlichung: 23. Oktober 1998   |
| 1999 | Question at Me Fuwari                               | JP13 (5 Wo.)JP | Erstveröffentlichung: 28. Mai 1999       |
| 1999 | Booska! Booska!! Feel Well                          | JP50 (2 Wo.)JP | Erstveröffentlichung: 3. Dezember 1999   |
| 2000 | Sakura Saku Feel Well                               | JP7 Gold · (7 Wo.)JP | Erstveröffentlichung: 24. Mai 2000       |
| 2000 | Unsteady Feel Well                                  | JP14 (3 Wo.)JP | Erstveröffentlichung: 25. Oktober 2000   |
| 2001 | Over Soul Feel Well                                 | JP7 Gold · (8 Wo.)JP | Erstveröffentlichung: 29. August 2001    |
| 2001 | Feel Well                                           | JP11 (5 Wo.)JP | Erstveröffentlichung: 5. Dezember 2001   |
| 2001 | Brave Heart Feel Well                               | JP11 (7 Wo.)JP | Erstveröffentlichung: 29. Dezember 2001  |
| 2002 | Northern Lights Center Color                        | JP3 Gold + Gold (Digital) · (9 Wo.)JP | Erstveröffentlichung: 27. März 2002      |
| 2002 | Treat or Goblins Center Color                       | JP19 (5 Wo.)JP | Erstveröffentlichung: 24. April 2002     |
| 2002 | Koibumi Center Color / Plain                        | JP7 (10 Wo.)JP | Erstveröffentlichung: 25. September 2002 |
| 2003 | Makenaide, Makenaide... Plain                       | JP8 (6 Wo.)JP | Erstveröffentlichung: 26. September 2003 |
| 2006 | Meet Again Plain                                    | JP12 (6 Wo.)JP | Erstveröffentlichung: 26. Juli 2006      |
| 2007 | A Happy Life Choice                                 | JP12 (8 Wo.)JP | Erstveröffentlichung: 7. Februar 2007    |
| 2008 | Plenty of Grit Choice                               | JP6 (9 Wo.)JP | Erstveröffentlichung: 23. Juli 2008      |
| 2009 | Front Breaking Choice                               | JP15 (6 Wo.)JP | Erstveröffentlichung: 18. Februar 2009   |
| 2009 | Shūketsu no En de Choice                            | JP7 ×2Doppelplatin (Digital) · (24 Wo.)JP | Erstveröffentlichung: 22. April 2009     |
| 2010 | Shūketsu no Unmei Vintage White                     | JP6 Gold (Mobile Downloads) · (10 Wo.)JP | Erstveröffentlichung: 21. Juli 2010      |
| 2012 | Tsubasa Fifty-Fifty                                 | JP36 (4 Wo.)JP | Erstveröffentlichung: 29. September 2012 |
| 2015 | Sanhara: Sei naru Chikara Fifty-Fifty               | JP17 (4 Wo.)JP | Erstveröffentlichung: 21. Oktober 2015   |
| 2016 | Usurai Shinju Fifty-Fifty                           | JP13 (6 Wo.)JP | Erstveröffentlichung: 3. Februar 2016    |
| 2017 | Imawa no Shinigami Fifty-Fifty                      | JP31 (4 Wo.)JP | Erstveröffentlichung: 22. Februar 2017   |
| 2021 | Soul Salvation –                                    | JP9 (10 Wo.)JP | Erstveröffentlichung: 14. April 2021     |

## Bibliografie
- Rei. Evangelion Photograph. Shinseiki Evangelion Bunko Shashinshū. (REI Evangelion Photograph 新世紀エヴァンゲリオン文庫写真集) Kadokawa Shoten, Tokio 1997, ISBN 4-04-341401-3 (Photosammlung).
- The Star. Kono Hoshi. (The Star この星) KTC Chūō Shuppan, 2002 (Gedichtsammlung).
- Ashita ga Aru sa – Sweet Time Express. (明日があるさ〜SWEET TIME EXPRESS〜) Kadokawa Shoten, Tokio 2002, ISBN 4-04-444502-8 (Essaysammlung und autobiographische Manga illustriert von Sakura Asagi (あさぎ 桜)).
- Namtoku Haluhalu. (なんとかなるなる) Kadokawa Shoten, Tokio 2003, ISBN 4-04-444503-6 (Essaysammlung, Illustrationen: Kazuhiro Uchida (内田 かずひろ)).
- Hayashibara Megumi no Aitakute Aitakute…. (林原めぐみの愛たくて逢いたくて…) Kadokawa Shoten, Tokio 2002, ISBN 4-04-853504-8.
- Hayashibara Megumi no Aitakute Aitakute… Second Season. (林原めぐみの愛たくて逢いたくて… セカンドシーズン) Kadokawa Shoten, Tokio 2003, ISBN 4-04-853610-9.
- Hayashibara Megumi no Aitakute Aitakute… Final Season. (林原めぐみの愛たくて逢いたくて… ファイナルシーズン) Kadokawa Shoten, Tokio 2004, ISBN 4-04-853757-1.
- Megumindex. Ongaku Senkasha, Tokio 2007, ISBN 978-4-87279-208-9 (Interview Book).
- Kurashi o Tanoshimu. Hayashibara Megumi no Ryō-Kō-Sei-Katsu. (暮らしを楽しむ 林原めぐみの良・好・生・活) Kadokawa Shoten, Tokio 2009, ISBN 978-4-04-854367-5.